# Бакыркёйспор
Бакыркёйспор  (тур. Bakırköyspor) — турецкий футбольный клуб из стамбульского района Бакыркёй, в настоящее время выступающий на любительском уровне, в Стамбульской любительской суперлиге. Домашние матчи команда проводит на стадионе Шенликкёй, вмещающем около 8 000 зрителей.
История «Бакыркёйспора» берёт своё начало в 1949 году, в сезоне 1985/86 команда дебютирует во Второй лиге, заняв в итоге 9-е место в Группе С. В последующие сезоны «Бакыркёйспор» финишировал на 2—3-х позициях в группах, в которых выступал. По итогам же чемпионата 1989/90 «Бакыркёйспор» выиграл свою группу А, одержав на 6 побед больше в 34 матчах, чем финишировавший вторым «Эюпспор», и вышел в Первую лигу.
В элите турецкого футбола «Бакыркёйспор» провёл 3 сезона: с 1990 по 1993 год. Лучшим результатом для него стало 6-е место в дебютном чемпионате 1990/91. В следующем году он занял 11-ю позицию, а по итогам чемпионата 1992/93 «Бакыркёйспор» был вынужден покинуть Первую лигу. В дальнейшем «Бакыркёйспор» играл во Второй лиге до её реорганизации в 2001 году. Потом до 2007 года он выступал в Третьей лиге, после опустился в любительскую лигу.